# Fiszt
Fiszt (ros. Фишт, adyg. Фыщт – Fyszczt) – szczyt w zachodniej części Głównego Grzbietu Kaukaskiego, o wysokości 2867 m.
Fiszt tworzy wspólnie ze szczytami Oszten i Pszecho-Su tak zwany Masyw Fiszt-Oszteński. Szczyty masywu są pierwszymi (idąc z zachodu na wschód) na Kaukazie górami typu alpejskiego, czyli wznoszącymi się znacznie powyżej górnej granicy lasu i mającymi szerokie połacie łąk subalpejskich i alpejskich. Oprócz tego Fiszt to najbardziej na zachód wysunięty szczyt Kaukazu mający na swoich zboczach lodowce (Wielki i Mały Lodowiec Fisztyński) i znaczące rumowiska skalne.
Pod względem strukturalnym Fiszt jest wzniesieniem z bloków, składających się z warstw wapienia. Potężne zgrubienia wapienne sprzyjają rozwojowi licznych i zróżnicowanych form krasowych (leje, jaskinie). Ze znanych, na stoku góry znajduje się jaskinia Pariaszczaja ptica. Od 1994 na Fiszcie bada się system jaskiń Biełaja zwiezdoczka (Biała Gwiazdeczka), który jest jednym z najgłębszych w Rosji.
Klasyczna droga wejścia Wielkim Lodowcem Fisztyńskim (Большой Фиштинский ледник – Bolszoj Fisztinskij lednik), kategoria trudności 1Б (1B, F według systemu francuskiego lub I/II według UIAA).
Uważa się, że góra była niegdyś wyspą na dawnym oceanie Tetydy, co wyjaśnia jej koralową budowę.
Na stokach Fisztu bierze początek rzeka Pszecha, pod szczytami Fisztu i Osztena znajduje się źródło rzeki Biełej (dopływu Kubania), poniżej przyjmującej wody rzeki Pszechy i wpadającej do Kubania. Szache także bierze początek na Fiszcie, ale wpada do Morza Czarnego. Z zachodniej ściany góry wypływa wodospad Fiszt Fiszt o wysokości około 200m.

## Mapy topograficzne
- K-37-IV. Skala: 1 : 200 000. Wydanie 1968